# かえるの合唱
「かえるの合唱」（かえるのがっしょう）は、19世紀のドイツの童謡「Froschgesang」を原曲とする、日本の唱歌・童謡である。通称、「かえるの歌」（かえるのうた）としても知られる。

## 概要
一般的には「作詞：岡本敏明 / 作曲：ドイツ民謡」と表記されるが、ドイツ語での原曲があり、岡本氏本人は「訳詞」としている。JASRACの登録も「訳詞」である。なお、原曲の作詞者はホフマン・フォン・ファラースレーベンである。
朝日公哉の論文によると、1930年 (昭和5年) に玉川学園を訪ねたヴェルナー・チンメルマン (Werner Zimmerman)が教えたヨーロッパの歌に本曲があり、同席した岡本がその後に日本語版を作詞した。楽譜及び詩の記載が確認できるのは1942年 (昭和17年) 版の玉川大学出版部の愛吟集である。この版ではタイトルは『蛙の合唱』、歌詞前半はドイツ語と日本語詩の併記、後半の蛙の鳴き声の部分はドイツ語の quak, quak, quak, quak, kä kä kä kä kä kä, quak, quak, quak の記載となっている。1947年 (昭和22年) の国定教科書に採択され1949年 (昭和24) 年から全国で使われる。

## 関連
- 輪唱
- 龍ケ崎市駅 - 2番線の発車メロディに採用されている。
- ACジャパン - 2024年度日本眼科医会支援キャンペーンCMに替え歌『アイフレイルの歌』を使用[5]。